# Ангіома
Ангіо́ма (грец. αγγειον — судинна пухлина) — доброякісна пухлина, яка розвивається виключно з новоутворених кровоносних (справжня ангіома) або лімфатичних судин та порожнин (лімфангіома).
Справжня ангіома буває 2 видів — у вигляді простої ангіоми або печеристої судинної пухлини.
Проста ангіома — трохи підвищена чи пласка пухлина від темно-вишневого до сталево-синього кольору, яка складається з розширених, звивистих та згорнутих на кшталт штопору волосяних судин. Це, в основному, природжені пухлини, які ще мають назву лунин. Спостерігаються, в основному, на лобі та щоках та можуть сягнути розміру долоні.
Печеристі ангіоми є пульсуючими пухлинами темно-багряного кольору, які знаходяться в стані майже постійного напруження. Зовнішньо, вони схожі на типові (скорочувальні) м'язи та тканини тіла. Їхня будова характеризується тим, що до їхніх широких печеристих порожнин кров підводиться дуже вузькими артеріями й виводиться з них широкими венами.
Зустрічаються, в основному, в осіб похилого віку, а також в жировій тканині очниці та кістках.
Ангіома може викликати сильні крововиливи, через що її необхідно вчасно діагностувати та видалити хірургічним шляхом. Для цього використовують такі методи, як намащування їдкими речовинами, перетягування лігатурами, віджигання гальвано-каустичною петлею або вилущення ножем.